# كريستيان يانو
كريستيان فلورين يانو (بالرومانية: Cristian Florin Ianu) (مواليد 16 أكتوبر 1983) هو لاعب كرة قدم روماني ، يلعب حاليًا لنادي موري السويسري في مركز الهجوم.

## روابط خارجية
- كريستيان يانو على موقع قاعدة بيانات كرة القدم.إي يو (الإنجليزية)
- كريستيان يانو على موقع Soccerway.com (الإنجليزية)
- كريستيان يانو على موقع عالم كرة القدم.نت (الإنجليزية)

- Cristian Ianu